# Jakob Jehly

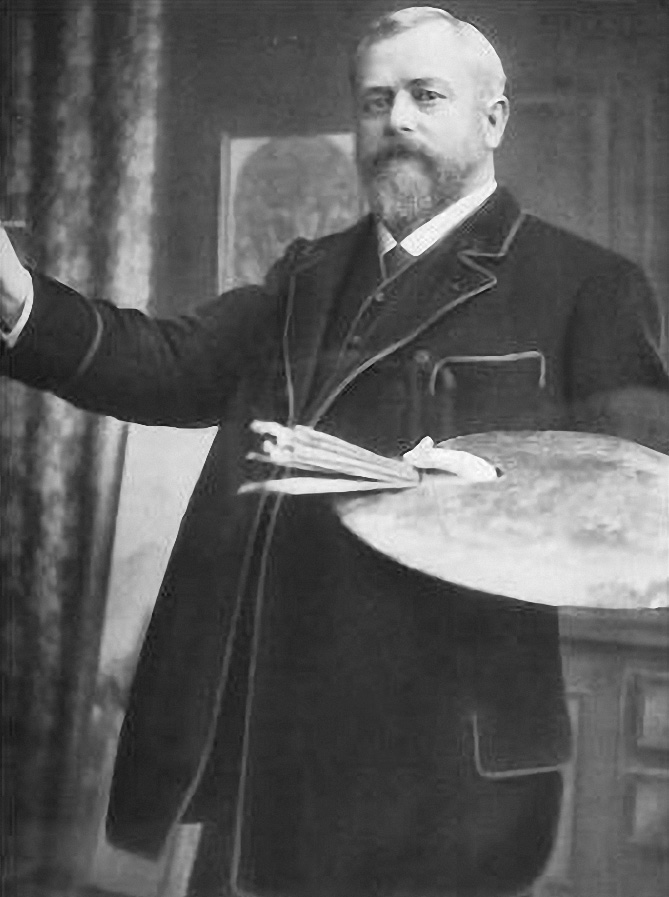
Jehly in seinem Atelier in der Villa Armatin (oberhalb von Bludenz) um 1885/90

Jakob Jehly (* 17. April 1854 in Bludenz, Kaisertum Österreich; † 27. März 1897 in Bludenz, Österreich-Ungarn) war ein österreichischer Maler.

## Leben und Wirken

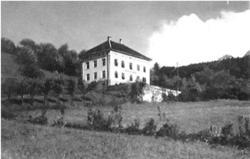
Jehly-Haus auf der Halde in Bludenz (1886)

Jakob Jehly entstammte einer Bludenzer Künstlerfamilie, deren Tätigkeit bis in das frühe 18. Jahrhundert zurückverfolgt werden kann. Schon sein Urgroßvater Johann Mathias Jehly (1747–1809) hatte die Malerei bereits von seinem Vater Franz Ulrich gelernt. Auch die beiden Söhne Josef Andreas und Mathias († 1858) führten das Handwerk fort.
1871 begann Jehly mit 16 Jahren seine Ausbildung an der Akademie in München bei Wilhelm Diez. Dort wurden ihm bis 1876 die wichtigsten Grundlagen für die realistische Landschaftsmalerei vermittelt. Er war mit seinem Freund Johann Josef Makloth (* 1846 in Tschagguns; † 1908 in München) nach München aufgebrochen und die beiden Maler waren später noch lange Zeit in Freundschaft verbunden.
Einzelne Altarbilder aus dem Raum Bludenz (St.-Antoniuskirche sowie Kloster St. Peter) zeigen, dass Jehly bei öffentlichen Aufträgen zunächst auf die damals in Vorarlberg stark verbreitete traditionelle Nazarener-Malstil zurückgriff.
Am 3. Dezember 1879 heiratete der aus einfachen Verhältnissen stammenden Maler die verwitwete Wanda (Vanda) Douglass (geb. Baronin von Pöllnitz). Deren Sohn Norman Douglas zählte zu den bedeutendsten Reiseschriftstellern Europas.

Die finanzielle Unabhängigkeit ermöglichte es Jehly jetzt, ausschließlich als Landschafts- und Porträtmaler tätig zu sein. Die Motive seiner Zeichnungen, Aquarelle und Gemälde suchte er vornehmlich in Bludenz und den umliegenden Talschaften.
Seine 1882 geborene Tochter Grete machte sich später als Schriftstellerin einen Namen. Von 1883 an lebte er mit seiner Frau und Tochter in der mit dem Architekten Georg Baumeister errichteten „Villa Armatin“.
Nach ihm benannt ist heute die Jakob-Jehly-Straße in Bludenz. Eine Auswahl seiner Werke ist im Stadtmuseum Bludenz zu sehen.

## Werke (Auswahl)

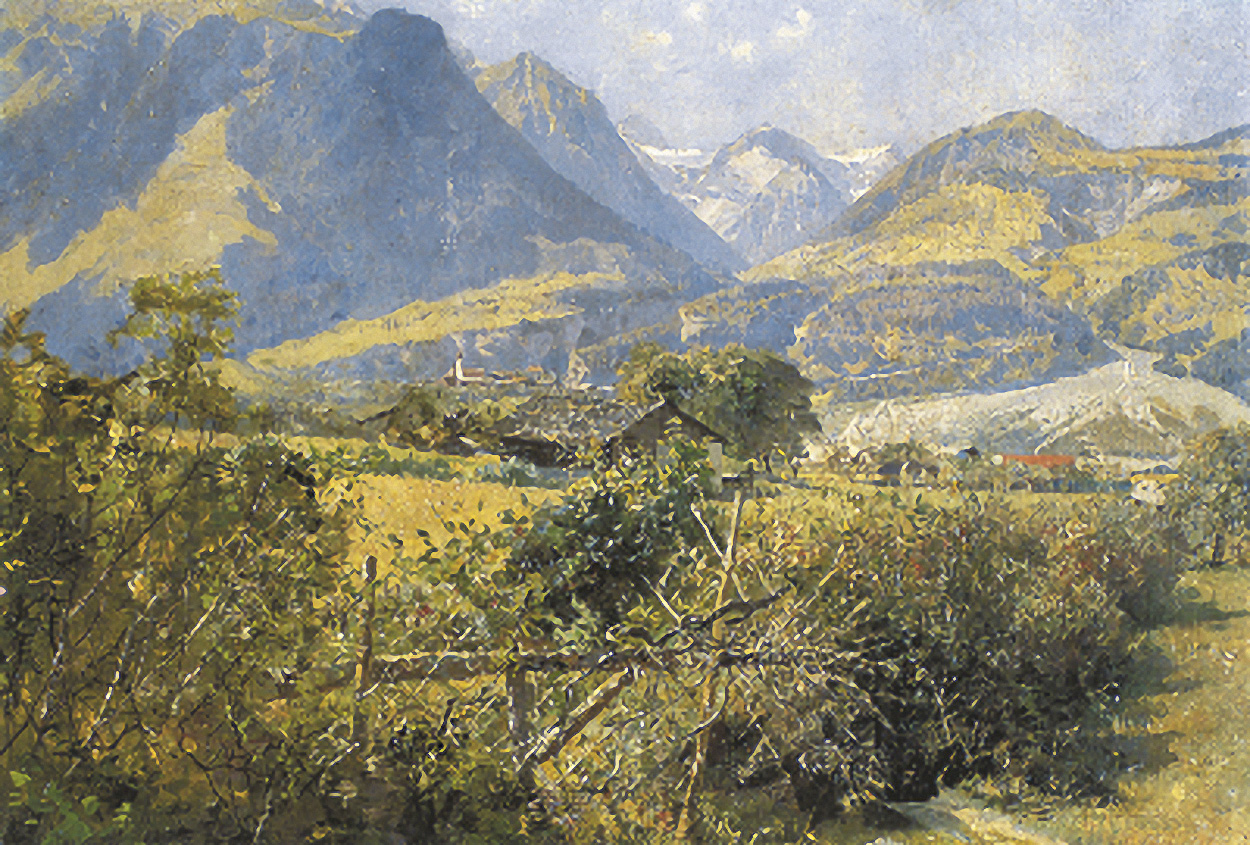
Bludenz gegen Brandnertal (um 1890)

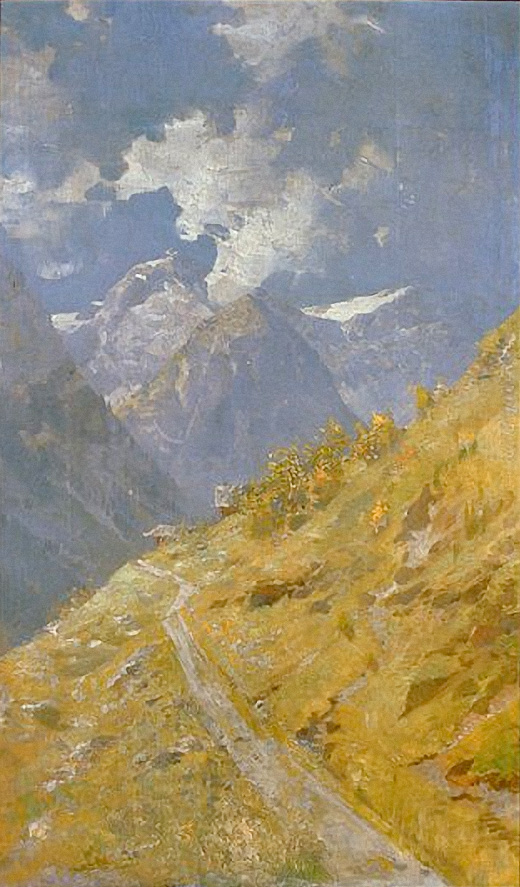
Am Weg nach Brand (Ölgemälde von Jakob Jehly, 1885)

- Altarbild Hl. Antonius mit Maria und Kind (St.-Antoniuskirche)
- Heilige Familie (1872), ursprünglich in der Kirche Bürserberg heute im Kloster Sankt Peter